# Mindarus harringtoni
Mindarus harringtoni é uma espécie de pulgão. O inseto foi descoberto quando o Dr. Richard Harrington, cientista e vice-presidente da Sociedade Real Britânica de Entomologia comprou um fóssil no site Ebay, e depois descobriu que a espécie nunca tinha sido catalogada antes. O minúsculo inseto foi adquirido de um lituano pelo preço de 20 libras.
O afídio mede cerca de 3,5 mm, e está dentro de uma resina que data de 40 a 50 milhões de anos.